# 支謙
支 謙（し けん、生没年不詳）は、中国・三国呉の在家訳経者である。月氏の出身。字は恭明。またの名は越。祖父は支法度。

## 生涯
『出三蔵記集』や『高僧伝』にまとまった記述がある。
祖父は霊帝の御代に数百人を率いて帰化し、卒善中郎将を拝した。支謙が7歳の時、竹馬に乗って隣家で遊んでいると、犬に噛まれて脛骨を折られるということがあった。隣家の人は犬を殺して肝を取り、それを（薬として）傷に塗ろうとした。しかし支謙は「犬は吠えるために生まれてきた。もし貴方が舎に行かなければ、この犬は決して噛まなかっただろう。この件は私の失敗である。また犬に関わらず、殺生で利益があってもするべきではない。まして（いま犬を殺したとして）私にとって無益で、徒に大罪を招くことになる。さらに獣は無知であり、どうして咎められようか」と言った。村の数十家はこの言葉に感じ入って、二度と殺生することは無くなった。
10歳で書を学び、先生らはみな彼の聡明さに感服した。13歳で外国の書を学び、6か国語に精通した。また支婁迦讖に学んだ支亮から学業を受け継ぎ、経籍を深く研究し、また世間の技芸や術を多く学んだ。
彼の人となりは長身、色黒、痩躯で目に白目が多く、瞳が黄色であった。このため世の人からは「支郎の眼は黄色、体は痩せても知恵袋」と語られた。また仏への信心を土台に、経典を精練することを旨とした。
後漢の献帝の末期に漢室は大乱し、郷人ら数十人と呉へ避難することになった。支謙は掛布団一枚を持って出発し、別口で客が一人随行した。ある寒い夜、支謙はその人を誘って一緒に眠ったが、彼は夜半に布団を奪って去ってしまった。明くる日、仲間から布団はどうしたと聞かれると、昨夜に奪われたと答えた。仲間は「どうして何も言わなかったんだ」と言うと、「私がもし告発すれば彼はみなから罰を受けただろう。どうして布団一枚で人一人を殺していいことがあろうか」と答え、遠近でこれを聞いたものは皆感服した。
後に呉主・孫権は、支謙が博学で才能があるのを聞くと、召し出して経書の奥義を質問すると、解釈の難しい個所も難なく説明した。これに喜んだ孫権は、彼を博士に任じて韋曜らと東宮の補導をさせ、甚だ寵愛した。（ただし、外国人であったため『呉志』には記載されなかった。）支謙は仏道を実践しようとしても経典の多くは外国語で分かる者がいないため、自ら書を集めて漢語に翻訳していった。黄武元年（222年）から建興年間（252-253年）まで『維摩詰経』、『大般泥洹経』、『法句経』、『瑞應本起』など27の経典を訳出して、聖義を得て文辞は優雅であった。また『無量寿経』に依拠して「讃菩薩連句」や梵唄を三つ作成し、『了本生死経』の注釈などを行い、世間に広まった。
後に太子が即位（孫亮の即位は252年）すると穹隘山に隠棲して俗世と距離を置いた。また竺法蘭に倣い、五戒を洗練させ、行いは全て仏教徒に従った。後に山中で亡くなり、享年60であった。呉主の孫亮は僧侶らに「支恭明の病は治らず、その業績は終始、立派なものであった。非常に残念で惜しいことだ」と書を下した。また、支謙は優婆塞（在家信者）であったが、同時代に建業に至った康僧会は僧形であったため奇異の目で見られたという。

## 支謙の翻訳スタイル
仏典の翻訳は個人で行うことは稀で、原文を唱える者、翻訳し口述する者、筆記する者など基本的に複数人で作業を行った。そのため翻訳作業中の試行錯誤や議論などが、訳経の序文などに付されていることがある。その中に、内容重視の「質」派と、文体重視の「文」派の議論が見られる。
『法句経』序によると、黄武3年（224年）に天竺僧の維祇難が、『法句経』五百偈を携えて武昌に来訪した。支謙はそれらを受け取ると、同行してきた竺将炎に翻訳させた。しかし、竺将炎は天竺語が堪能でも漢語に長じておらず、その訳の語句は音写が多く、文辞も質素であった。支謙はその文章に優美さが無いことを嫌ったが、維祇難から「仏の言葉に文飾は不要。理解が重要であり、装飾で意味を見失わせてはならない」と言われた。また周囲の訳者からも老子や孔子の言葉を引用して説得されたため、文飾を加えなかった。また訳せない場所は省略したため完全ではないが、語句は質朴と言えども本旨は深く、文章は完訳であるが意味は広くなったという。
つまり支謙は『法句経』の翻訳に当たって「質」を重視したとわかる。しかし、納得はしていなかったのか、後年の支敏度の『合維摩詰経』の序文には「（支謙は）翻訳に当たって先人の文章のうち外国語の当て字を（難解であるため）、意味が通じる様に漢語に置き換えた」とある。また『出三蔵記集』の支謙伝にも「曲得聖義辭旨文雅。」とあり、文体重視の傾向が見られるという。
また支讖が手掛けた翻訳は大乗仏教の経典のみのであったが、支謙は大乗小乗を問わず、仏伝文学、阿弥陀や陀羅尼に関するものまで広範に渡った。

## 主な訳出経典
- 『維摩経』（仏説維摩詰経）
- 『無量寿経』（仏説阿弥陀三耶三仏薩楼仏檀過度人道経）
- 『仏説義足経』（スッタニパータの部分訳）

## 伝記資料
- 『高僧伝』巻1
- 『出三蔵記集』